# Negretzaunkönig
Der Negretzaunkönig (Henicorhina negreti) ist eine Singvogelart aus der Familie der Zaunkönige (Troglodytidae). Er wurde in den 1980er Jahren von Steven Leon Hilty entdeckt und 2003 wissenschaftlich beschrieben. Das Artepitheton ehrt den kolumbianischen Ornithologen und Naturschützer Álvaro José Negret (1949–1998). 

## Merkmale
Der Negretzaunkönig erreicht eine Körperlänge von 10,8 bis 11,7 cm und ein Gewicht von 15,2 bis 16,7 g. Er hat einen schmalen, weißen Überaugenstreif. Die Zügel, der Hinteraugenstreif und die Ohrdecken sind stumpf schwarz. Der Wangenbereich ist schwärzlich mit stumpfweißen bis grauweißen Sprenkeln. Der Oberkopf ist tief dunkelbraun und schwärzlich durchzogen. Die Oberseite ist etwas heller braun. Die Außenfahnen der Hand- und Armschwingen sind braun mit schmalen schwarzen Binden. Die Steuerfedern sind braun mit unregelmäßigen schwarzen Binden. Die Kehle ist weiß. Der Nacken zeigt eine starke, schwarze Strichelung. Die Brust ist mittelgrau, der Bauch heller grau, die Flanken und der Untersteiß sind braun. Der Unterbauch und der mittlere Bereich der Flanken weisen unregelmäßige dunkelgraue bis schwärzliche Binden auf. Die Iris ist haselnussbraun, der Schnabel schwarz, die basale Hälfte des Unterschnabels ist bleigrau. Die Beine sind bläulich schiefergrau. Vom Einsiedlerzaunkönig (Henicorhina leucophrys) unterscheidet sich der Negretzaunkönig vor allem durch den gebänderten Unterbauch. Die Geschlechter ähneln sich. Die juvenilen Vögel sind insgesamt viel dunkler als die Altvögel, mit grauweißem Überaugenstreif, einer dunkel rußgrauen Wangenregion mit nur schwach hellerer Sprenkelung sowie einer dunkelgrauen Kehle mit dunklen Säumen. Die Brust ist einfarbig dunkel rußgrau. Die Flanken und der Unterbauch sind stumpfbraun und ungebändert.

## Lautäußerungen
Der Gesang besteht aus wiederholten Phrasen von 6 bis 12 reinen Tönen, wobei jede Phrase ca. 2 Sekunden dauert. Ein typischer Gesang wird mit mehr als zehn wiederholten Phrasen, aber oft verkürzt, wiedergegeben und unterscheidet sich stark von dem des Einsiedlerzaunkönigs. Der Ruf besteht aus Zirp-Tönen, die denen von verwandten Arten ähneln.

## Verbreitung
Das Verbreitungsgebiet erstreckt sich auf dem Pazifikhang der kolumbianischen Westanden, wo die Departamentos Chocó, Antioquia und Risaralda aufeinandertreffen sowie im Munchique-Massiv in den Departamentos Valle del Cauca und Cauca.

## Lebensraum
Im Vergleich zum Einsiedlerzaunkönig ist der Negretzaunkönig offenbar sehr spezifisch in seinen Lebensraumanforderungen. Er kommt im sehr feuchten, verkrüppelten, epiphytischen Nebelwald vor, der durch eine nahezu durchgehende Nebeldecke gekennzeichnet ist. Er ist in Höhenlagen zwischen 2250 und 2640 m anzutreffen. Der Negretzaunkönig ist ökologisch deutlich getrennt von den beiden sympatrisch vorkommenden Unterarten des Einsiedlerzaunkönigs, von denen die Nominatform auf den trockeneren Osthängen des Munchique-Massivs und die Unterart Henicorhina leucophrys brunneiceps auf den feuchteren Pazifikhängen, jedoch in niedrigeren Höhen (wo die Nebeldecke viel weniger vorherrschend und die Vegetation im Allgemeinen höher ist) als der Negretzaunkönig vorkommt. In einigen Gebieten kommen alle drei Taxa in einem Umkreis von 1 km vor und brütende Individuen der Unterart Henicorhina leucophrys brunneiceps wurden nur 200 m entfernt von Exemplaren des Negretzaunkönigs beobachtet.

## Lebensweise
Der untersuchte Mageninhalt der gesammelten Exemplare enthielt ausschließlich Gliederfüßer (Arthropoda), insbesondere Käfer (Coleoptera) und Fliegen (Diptera). Der Negretzaunkönig geht üblicherweise 2 m oberhalb des Waldbodens auf Nahrungssuche, gelegentlich bis in 4 m Höhe, um die Epiphytenbüschel zu untersuchen. Er wurde auch in gemischten Schwärmen mit dem Rostzaunkönig (Cinnycerthia olivascens) und dem Goldscheitel-Waldsänger (Myiothlypis coronata) beobachtet, aber nur kurz, wenn diese Arten sein Revier durchqueren.

## Gefährdung und Schutz
Als der Negretzaunkönig 2003 vom Munchique-Massiv in Cauca beschrieben wurde, galt er als vom Aussterben bedroht. Im Jahr 2004 wurde eine zweite Population ca. 350 km nördlich von La Mesenia in Antioquia entdeckt und 2008 wurden mindestens fünf Exemplare in der Nähe der Stadt El Cairo zwischen Valle del Cauca und Chocó beobachtet. In der Folgezeit wurde der Negretzaunkönig in Páramo de Frontino (Antioquia), Parque Nacional Natural Tatamá (Risaralda), Farallones de Cali (Valle del Cauca) und Serranía del Pinche (Cauca) nachgewiesen. Trotz dieser großen Zunahme im bekannten Verbreitungsgebiet wird die Gesamtpopulation als relativ klein und rückläufig eingeschätzt. 
Die Populationsdichte wurde auf 10 bis 18 Paare pro km² geschätzt, könnte jedoch auch 100 bis 200 Paare pro km² betragen. Daher ist die Zahl der Altvögel auf jeder besiedelten Fläche wahrscheinlich sehr hoch. In Anbetracht der strengen Lebensraumansprüche der Art und der offensichtlichen Vorliebe für extrem steiles Gelände sind die besiedelten Flächen jedoch innerhalb des Verbreitungsgebietes der Art sehr lokalisiert. Die Gesamtpopulation liegt daher im günstigsten Fall bei 3500 bis 15.000 Individuen.
Um den Zustand des pazifischen Feuchtwaldes in geeigneten Höhenlagen genau beurteilen zu können, sind detaillierte Kartierungen sowie eine Abschätzung der Entwaldungsrate und Feldstudien zur Feststellung des Vorkommens der Art in stark fragmentierten Wäldern und zur Bestimmung der tatsächlichen Höhenlage erforderlich. Obwohl ein Teil des Verbreitungsgebietes der Art nominell geschützt ist und im Munchique-Nationalpark und im Tambito-Naturreservat liegt, wird in der Praxis die Abholzung der Wälder für die Landwirtschaft fortgesetzt, da es keine angemessene Überwachung und Durchsetzung der gesetzlichen Bestimmungen gibt. 
Der Bau einer Straße im unteren Teil des Munchique-Nationalparks verursachte im Jahr 1990 mehrere Erdrutsche und ermöglichte die zunehmende Besiedelung durch den Menschen. Die engen und spezifischen ökologische Anforderungen könnten diesen Zaunkönig zudem anfällig für Klimaveränderungen machen. Das Munchique-Gebiet, in dem mehrere Arten mit sehr eingeschränkter Verbreitung vorkommen, wurde 2008 zur Important Bird Area erklärt.
2018 transferierte die IUCN den Negretzaunkönig von der Kategorie „vom Aussterben bedroht“ (critically endangered) in die Kategorie „gefährdet“ (vulnerable).